# Santa Rita (Santa Rita)
Pour les articles homonymes, voir Santa Rita.
Santa Rita est l'une des quatre paroisses civiles de la municipalité de Santa Rita dans l'État de Zulia au Venezuela. Sa capitale est Santa Rita.